# 김현오
김현오(2007년 9월 12일 ~ )는 대한민국의 축구 선수로 포지션은 센터포워드이며 현재 K리그1 대전 하나 시티즌 소속이다.
11라운드 FC 안양과의 홈경기에서 선발로 출전하여 고등학생 신분으로 만 17세 7개월 21일의 나이로 프로 데뷔전을 치루며 2013년 승강제 도입 이후 1부 리그 최연소 출장 5위에 올랐다. 해당 경기 전반 36분 헤딩으로 선제골을 넣어 자신의 프로 데뷔전에서 데뷔골을 성공시켰다. 이 득점으로 2013년 승강제 도입 이후 1부리그 최연소 득점 1위이자 지난해 충남기계공고 1년 선배 윤도영이 세웠던 대전 구단 최연소 득점기록도 갈아치웠다.
7월 24일 대전 구단은 프로 계약을 체결했다고 공식 발표했다. 지난해 충남기계공고 1년 선배 윤도영 이후 구단 역대 2호 고교 신분의 프로 계약 선수가 됐다.